# Златопіль (Новомиргород)
Зла́топіль (попередня назва — Гуляйпіль, не плутати з Гуляйполе) — колишнє місто Київської губернії, з 10 січня 1939 року — Кіровоградської області, з 7 січня 1954 року — Черкаської, а пізніше знову — Кіровоградської області. Центр однойменного Златопільського району (1923–1959). В 1959 році приєднане до міста Новомиргород.
У XVII—XIX століттях Златопіль вважався значним культурним та торговим центром півдня Київської губернії і у XIX столітті був штетлом з помітним переважанням єврейського населення. Місто було відоме своєю гімназією, в якій навчалось багато видатних діячів кінця XIX — початку XX століття. Спадщина Златополя вплинула на історичний розвиток сучасного Новомиргорода, в якому поєднались особливості Польщі й Запоріжжя, а пізніше — Київської та Херсонської губерній.
Нині Златопіль поряд з центром Новомиргорода є провідним районом міста, де зосереджені важливі державні установи (зокрема, Новомиргородська міська рада), об'єкти інфраструктури та промисловості.

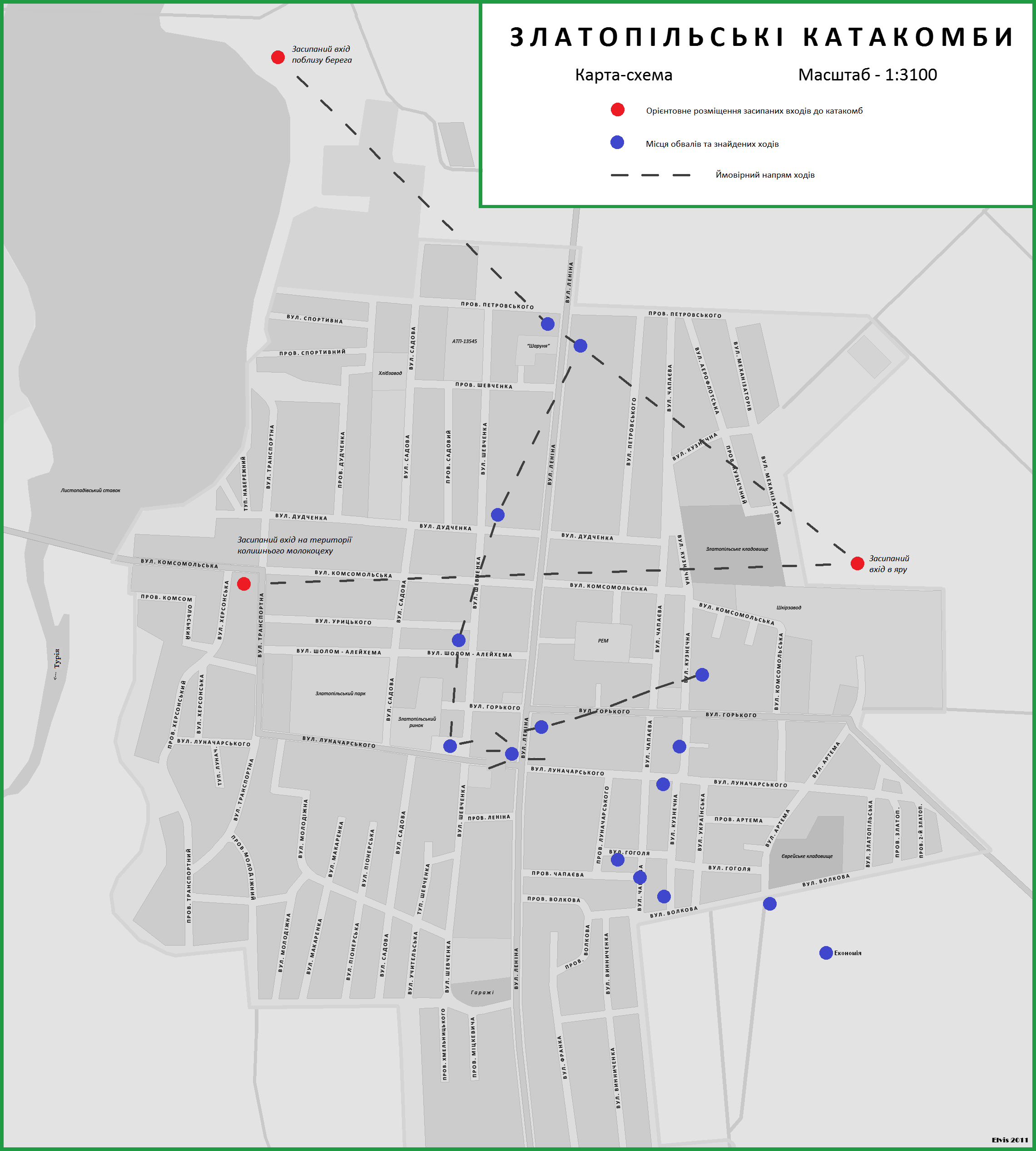
Карта Златопільських катакомб

## Розташування
Златопіль розташований на узгір'ї на півночі Новомиргорода. Площа району — 3,19 км. Відстань з центральної частини Златополя до центру міста становить близько 2,3 км. Відстань до залізничної станції Новомиргород — 3,9 км. З центром міста Златопіль сполучений через місцевість Виноградівка.
Під Златополем проходять катакомби — система ходів, проритих у XVII—XVIII столітті.
Західні околиці Златополя омиває річка Турія, на якій розміщений Листопадівський ставок. По іншу сторону ставка через греблю розташоване село Листопадове. На південь від водойми є заплава річки, що входить до складу гідрологічного заказника загальнодержавного значення «Велика Вись».

## Історія

### XVI—XVII століття
Поселення на місці Златополя спочатку носило назву Гуляйпіль і перебувало у складі розлогої Тясминської (згодом Смілянської) волості. Точна дата заснування невідома; оскільки 1506 року хан Менглі-Гірей віддав великому князю литовському Сигізмунду Звенигород та замок, ймовірною датою міг бути 1545 рік, коли після відбудови Звенигородського замку вздовж Великої Висі постали такі прикордонні селища, як Кальниболота, Неберибіс, Неморож та інші. Так само ймовірним може бути ще більш давнє походження міста, адже до цих пір невідомо точне місцезнаходження літописного міста Кульдюр (тюркськими мовами «ґуль дюр» — сміятися, гуляти до безтями), тобто слова Гуляйпіль та Кульдюр — лише різномовні синоніми.

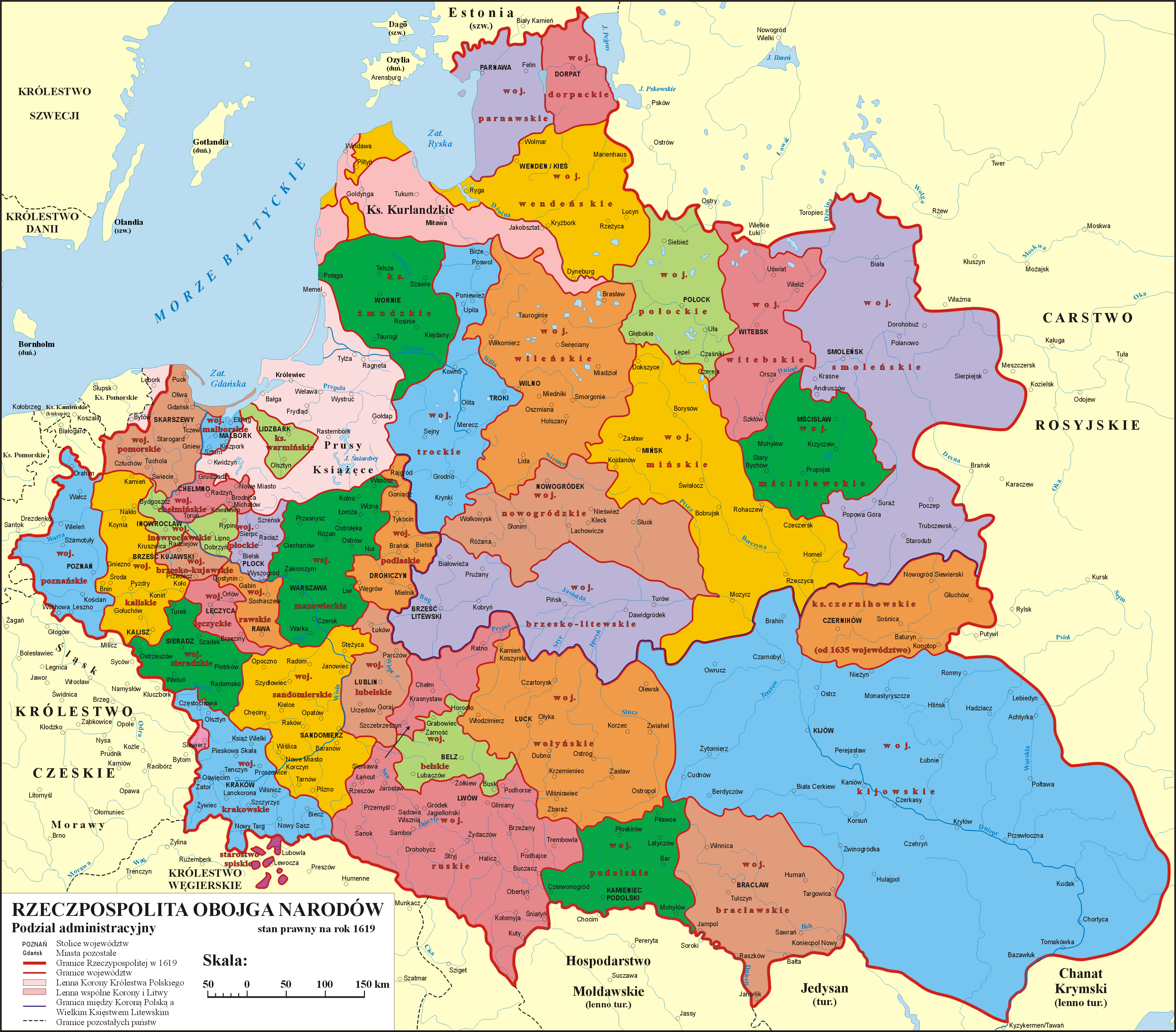
Гуляйпіль на мапі (1619)

Першими відомими власниками території сучасного Златополя були Зубрики. Перша датована згадка назви цього міста Гуляйпіль зустрічається на мапі адміністративного поділу Республіки Двох Народів від 1619 року. 28 січня 1633 року Христина Коренівська (до шлюбу Зубрик) продала Гуляйпіль Станіславу Конецпольському, другою дружиною якого була Христина Любомирська, а двоюрідна сестра Ельжбета Конецпольська стала дружиною Адама Валевського. Місцевість багато разів спустошувалась татарами, а за часів Богдана Хмельницького потрапила під вплив козаків і Конецпольські на довгий час її втратили.
У першій половині січня 1654 року для приведення до присяги володарю царю та великому князю Олексію Михайловичу брацлавського полку, серед інших ґородів і у Гуляйполі, був посланий князь Федір Барятинський.
У Гуляйполі присягу склали: 1 сотенний отаман, 1 сотенний осавул, 95 козаків, 41 міщанин.
1659 року, коли за Гадяцькою угодою вірні та заслужені козаки Речі Посполитої винагороджувались землями, Гуляйпіль з околицями був наданий Павлу Тетері. Проте сандомирський воєвода Станіслав-Олександр Конецпольський згадав на сеймі за свою дідівщину і вимагав її повернення. Попри те, що сейм задовольнив прохання та повернув його вже спадкоємцю Станіславу Конецпольському на підставі конституції 1661 і 1662 року, Гуляйпіль певний час перебував у власності гетьмана Тетері. В 1665 році він вислав на сейм свого шваґра Іскрицького з настановою, в якій змушував його просити про надання у власність Ольховця з Гуляйполем, «…котрі він, Гетьман запорозький, за привілеєм королівським тримає через право по життєве… на шляхах тих самих сидить татарських; до Дикого Поля належить, і перед цим там помешкання були, бо люди займалися ловінням риби і звірів на луках».
На полях неподалік Златополя існує могила Візирська, про яку відомо лише, що в її назві зафіксована пам'ять про перебування турецьких військ у цих краях. Через це мешканці досі знаходять у землі тогочасні мідні турецькі монети. Так, восени 2008 року в садибі № 46 по вулиці Кузнечній під час городніх робіт була знайдена монета номіналом 10 пар 1067 року хіджри (1656–1657 роки).
В 1686 році, після укладення Вічного миру між Росією та Польщею, поселення увійшло до складу Речі Посполитої під назвою Гуляйпіль. У цьому прикордонному місті була розташована польська прикордонна застава, яку дуже добре змальовано в п'ятитомнику Міхала Грабовського, відповідно до якого частим гостем міста був кошовий отаман Білий Сидір Гнатович, оскільки тут відповідно до сюжету роману тривалий час мешкала його дружина та її небога.

### XVIII століття
У 1719 році помер останній власник Гуляйполя з роду Конецпольських, бездітний Ян Олександр. За відсутності прямих нащадків, усі маєтності Конецпольського перейшли до його родичів — Олександра і Франциска Валевських. Вже в 1723 році власником Гуляйполя став сандомирський воєвода Єжи Олександр з роду Любомирських. По його смерті в 1735 році землі Смілянщини успадкував його син — київський і брацлавський воєвода Станіслав Любомирський. У 1770 році через психічні розлади його було усунуто від управління маєтками. Наступником батька став Франц Ксаверій Любомирський, який 2 січня 1787 року обміняв смілянські маєтки і продав Гуляйпіль князю Потьомкіну. Вже на початку 1788 року Потьомкін з мешканців цих щойно придбаних маєтків сформував дві військові бригади — шполянську та златопільську, які під назвою «іноземних добровольців» разом з козаками, вірними Росії, під проводом Сидора Білого взяли участь у війні з Туреччиною. Після смерті Потьомкіна через відсутність або незнання про існування заповіту його маєтки розподіляв суд. Спочатку Златопіль за судовим рішенням відійшов у власність Василя Енгельгардта, і лише після мирової угоди в кінці 1795 року в результаті обміну маєтками став власністю Миколи Висоцького.
Хоч назву міста Потьомкін поміняв, прикордонна застава ще носила назву Гуляйпіль. В 1789–1790 роках у Варшаві перебував намісник Національної Кавалерії пан Гошевський зі скаргою у Військову Комісію Обох Народів на своє військове керівництво, яке не тільки не оцінило його звитяжний вчинок, коли під його командуванням 19 вершників хороброю зустріччю запобігли перетину кордону підрозділом російських військ, а й затримало йому чергове звання хорунжого, надавши його іншому.

На місці, де згодом буде побудований костел, в 1791 році за кошти смілянської скарбниці та Анни Стааль, дружини Густава — управляючого туріянським ключем князя Потьомкіна, було збудовано дерев'яну каплицю, як зазначалося у книзі костелу, «для потреб урядовців та військових польської корони». Густав Стааль, ймовірно, міг бути батьком генерала часів франко-російської війни 1812 року Карла Густавовича Стааля. Ця каплиця до 1795 року залишалася під опікою князів францисканців, потім за жаданням смілянських віруючих була віддана їм.

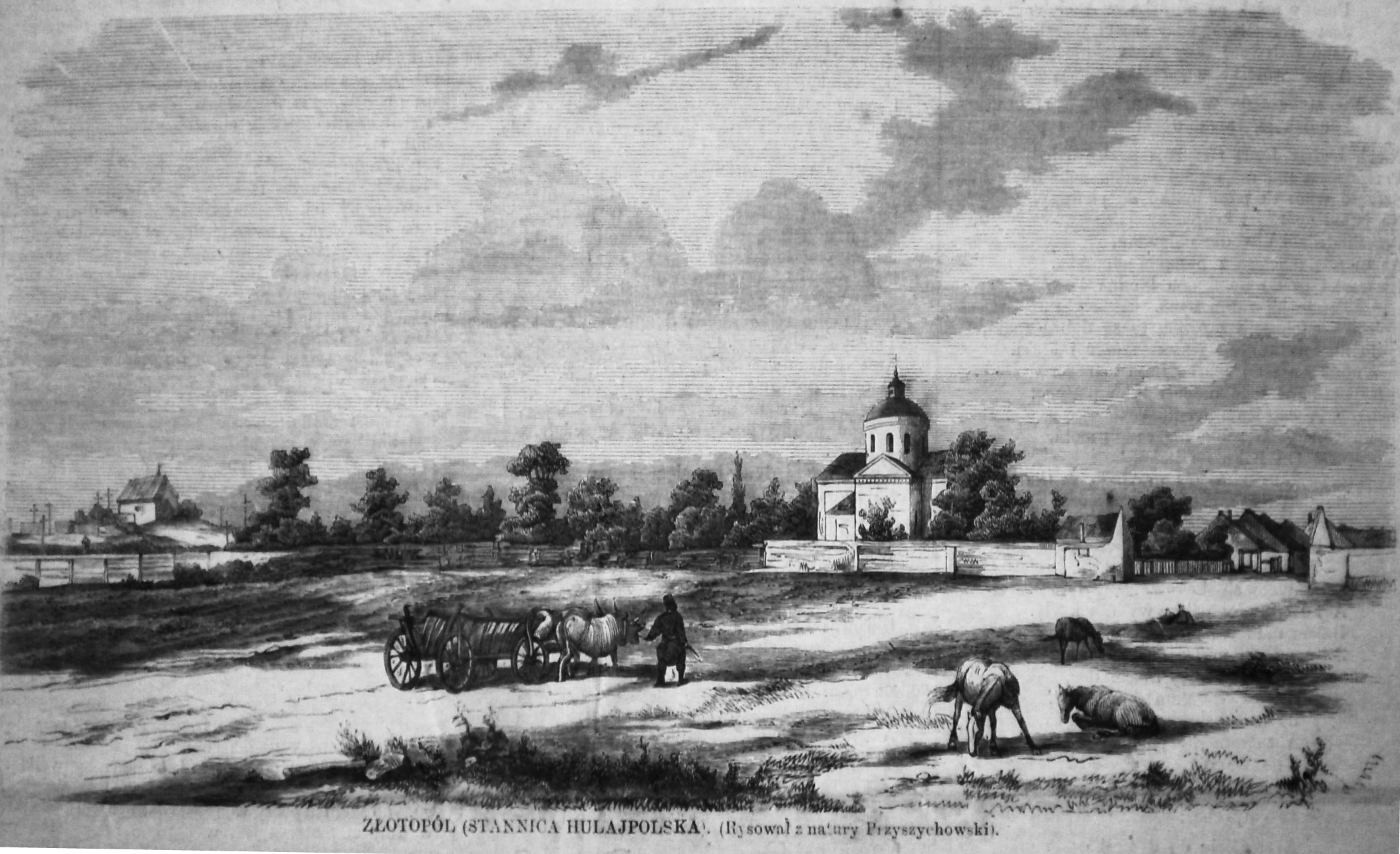
Панорама Златополя (1862)

Згідно з однією легендою, Катерина II, проїжджаючи краєм і побачивши навколо Гуляйполя золоті пшеничні лани, дала йому назву Злато Поле — Златопіль.

### XIX століття
У XIX столітті Златопіль був єврейським та польським містечком Чигиринського повіту Київської губернії.
У 1801 році господарем місцевих земель стає Микола Висоцький, який влаштовує тут свою резиденцію і головне управління багатьма поселеннями. Через це Златопіль відіграв значну роль у провалі повстання декабристів. Оскільки дружина декабриста Володимира Ліхарєва Катерина, як і дружина Йосипа Поджіо Марія (рідні сестри), була далекою родичкою Миколи Висоцького (їхній батько був одружений з Софією Левівною Давидовою, рідною сестрою декабриста Василя Львовича Давидова, батько яких Лев Денисович Давидов перебував у шлюбі з Катериною Миколаївною Самойловою, донькою Марії Олександрівни Потьомкіної; отож, вони доводилися господарю внучатими двоюрідними небогами), то вони часто відвідували Златопіль і Ліхарєв навіть квартирував тут у купця Гека. Також в гостях у Висоцького відомий майстер таємних війн генерал граф Вітт познайомив Ліхарєва з Олександром Бошняком, пасинком брата господаря Олександра Петровича, вдруге одруженого з його матір'ю Надією Олександрівною, до шлюбу Аже, який у 1820 році отримав у спадщину Катеринівку. Саме Бошняк, вдаючи із себе прибічника повстання, інформував про хід його підготовки та про його учасників.
У 1807 році було закладено наріжний камінь мурованого златопільського парафіяльного костелу, освячення якого на честь Непорочного зачаття Діви Марії відбулось 1817 року за участі князя Мауриція Дзеконського. Колатором костелу був Францішек Залеський, а парохом — князь Лукаш Ільницький. В 1861 році костел був ґрунтовно перебудований за рахунок пожертвувань прихожан та сприяння ксьондза Яворівського.
У 1809 році на місці колишньої дерев'яної Успенської церкви, заснованої князями Любомирськими, була збудована православна цегляна Миколаївська церква, біля якої у 1827 році був похований Микола Висоцький.
З 1828 року початкову освіту починає надавати чоловічий приватний пансіон Людвіга Михайловича Віллєті.
З жовтня 1833 року Златопіль надається як оренда генерал-лейтенанту Удому. Після виходу його у відставку та принаймні до 1846 року Златополем володіла його сім'я. Сам Євстафій Євстафійович у 1836 році тут помер і був похований у Златополі. Після смерті чоловіка маєтком володіла його дружина Теофіла Антонівна, до шлюбу Юрківська. Вже щонайменше з початку 1848 року власником Златополя стає Адріан Лопухін, дружиною якого була Ілія Удом, донька Євстафія та Теофіли.
17 листопада 1837 року був заснований дівочий пансіон пані Єлизавети Михайлівни Перимонд.
За даними Військово-статистичного огляду, в 1848 році у Златополі розташовувався один з найкращих кінних заводів коней арабської породи, а торгівля тут була розвинена краще, ніж у будь-якому іншому місці губернії. Через тиждень у Златополі відбувались ярмарки, товару на які привозилось на 45 тис. карбованців, а продавалось на 35 тис. Тут існували великий ставок, 6 водяних і 3 вітряних млинів, велике кам'яне приміщення дворянського училища, приходське училище, економна лікарня, аптека, екіпажна фабрика, винокурня, броварня, медоварний і воскобійний заводи, 15 заїжджих дворів, 8 кам'яних та 25 дерев'яних крамниць. На воєнний час тут передбачалась штаб-квартира дивізії.
У 1853 році у сповідальному розписі Церкви Святого Миколая зазначена генеральша Софія Левівна Бороздіна (до шлюбу Давидова) у віці 85 років.

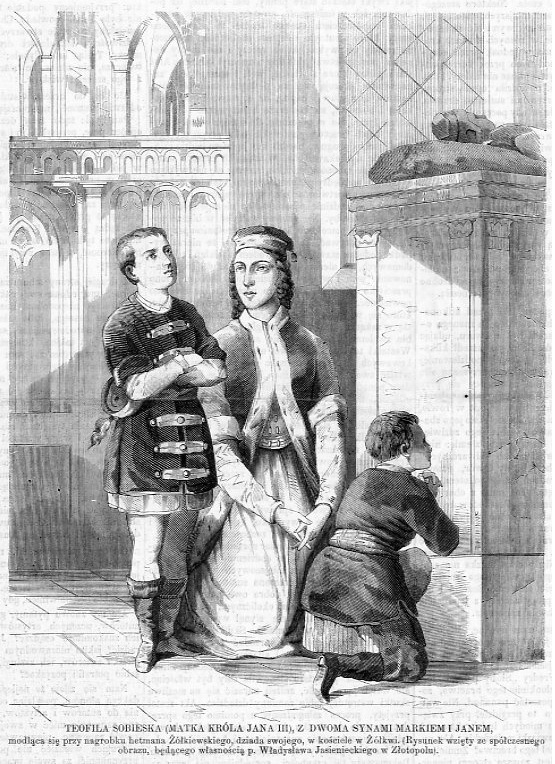
Сімейний портрет Теофіли Данилович з синами

У XIX столітті в Златополі в пана Владислава Карловича Ясенецького зберігався сімейний портрет Теофіли Данилович з синами Марком та Яном на молитві у костьолі міста Жовква.
За свідченнями Лаврентія Похилевича, станом на 1863 рік у Златополі містилось управління окружної поліції (стану), установи самоврядування та повітова дворянська школа (училище), заснована в 1836 році.
За даними польських джерел, в 1894 році у Златополі були також приватна жіноча школа, синагога, 4 єврейські молитовні будинки, поштова станція, єврейський шпиталь, 3 тютюнові фабрики, фабрика возів, паровий круп'яний млин. Через тиждень тут відбувались торги, а ярмарки — двічі на рік (на Вознесіння і 14 вересня).

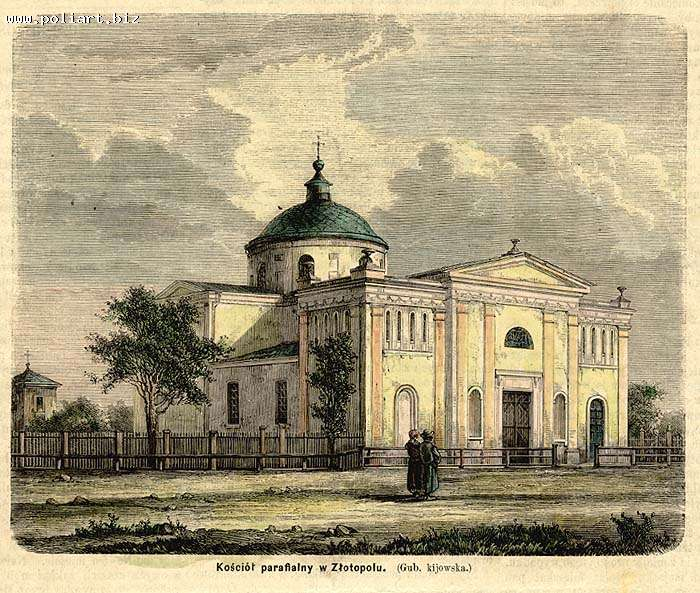
Парафіяльний костел (1868)

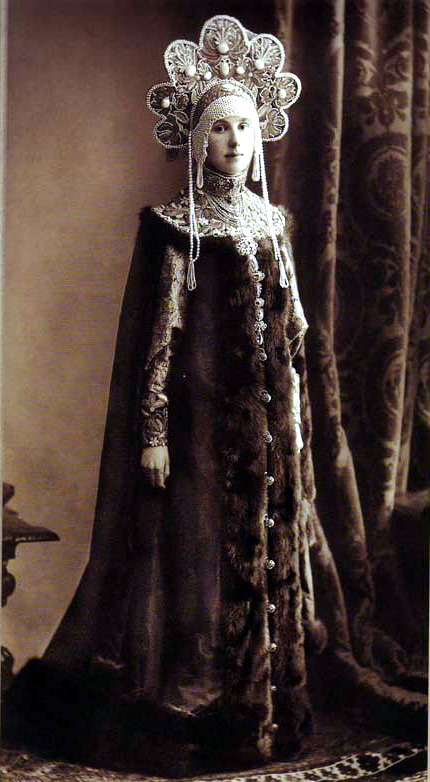
Марія Клейнміхель. Фото у весільному вбранні

У 1885 році на території Златопільської гімназії було відкрито метеостанцію. Згодом вона була переведена на територію сільськогосподарської школи. 12 травня 1891 року було урочисто відкрито нове приміщення гімназії, збудоване на кошти мешканця Новомиргорода почесного попечителя в 1864–1886 навчальних роках підпоручика у відставці Миколи Цвіткова (надав 30000 рублів, за що був нагороджений Орденом Святого Володимира 4 ступеня 1 січня 1886 року) та Лазаря Бродського (надав 10000 облігаціями східної позички).
З поширенням фотографії в Україні в Златополі також відкриваються ательє Голованевського, Клопотовського С. В., Колісницького Флора, Літинського Нухима.
На межі століть у будинку за сучасною адресою вул. Шолом-Алейхема, 17 розташовувався театр. У цьому приватному помешканні досі збереглась театральна вивіска з написом «Вхід».

### XX століття
Онук декабриста Василя Львовича Давидова пригадує, що капельмейстером полкового оркестру Чембарського 284-го полку в часи Російсько-японської війни був єврей зі Златополя.

В жовтні 1906 року у Златополі відбувся великий ярмарок, на який приїздила Маріамна Лопухіна з чоловіком. Цей ярмарок вона зобразила на одній зі своїх акварелей.

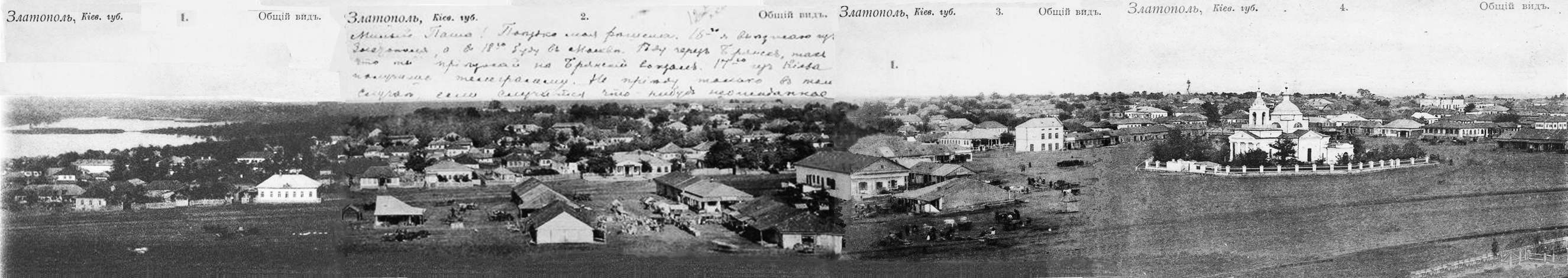
Панорама Златополя (початок XX століття)

З 1915 року в чоловічій гімназії почав викладати Микола Зеров, який мешкав на вулиці Дворянській в будинку № 41.
У 1916 році у Златополі померла графиня Марія Лопухіна (нар.1879) — донька графа Миколи Петровича Клейнміхеля та його дружини графині Марії Едуардівни Келер, дружина Миколи Миколайовича Лопухіна — внучатого небожа Адріана Лопухіна. Її чоловік незабаром після поховання разом із сином Андріаном виїхав до Бретані.
25 березня 1918 року до міста вступили австро-німецькі війська та збройні сили Центральної Ради. 29 квітня була офіційно проголошена влада Скоропадського. В листопаді цього ж року влада переходить до Директорії. 10 травня 1919 року до міста увійшли війська отамана Григор'єва, а вже в другій половині серпня його зайняли денікінці. У січні 1920 року було встановлено більшовицьку владу. Під час зміни влади не обійшлося без погромів крамниць, власниками яких були переважно євреї. 9 червня 1919 року комуністи вбили вчителя Латинської мови чоловічої гімназії Антона Андрійовича Пінчука (нар.14 квітня 1885), залишивши його дружину Наталію Петрівну (до шлюбу Юшкевич) вдовою з малолітнім сином Борисом (нар.24 липня 1917) без жодних засобів для існування. Поблизу костелу була розгромлена і спалена дерев'яна, побудована без жодного цвяха, китайська крамниця у вигляді пагоди.
У жовтні 1920 року, проіснувавши 84 роки, припинила своє існування Златопільська гімназія. У 1921 році на її основі було створено Інститут народної освіти імені III Інтернаціоналу, директором якого став Сергій Григорович Грушевський.

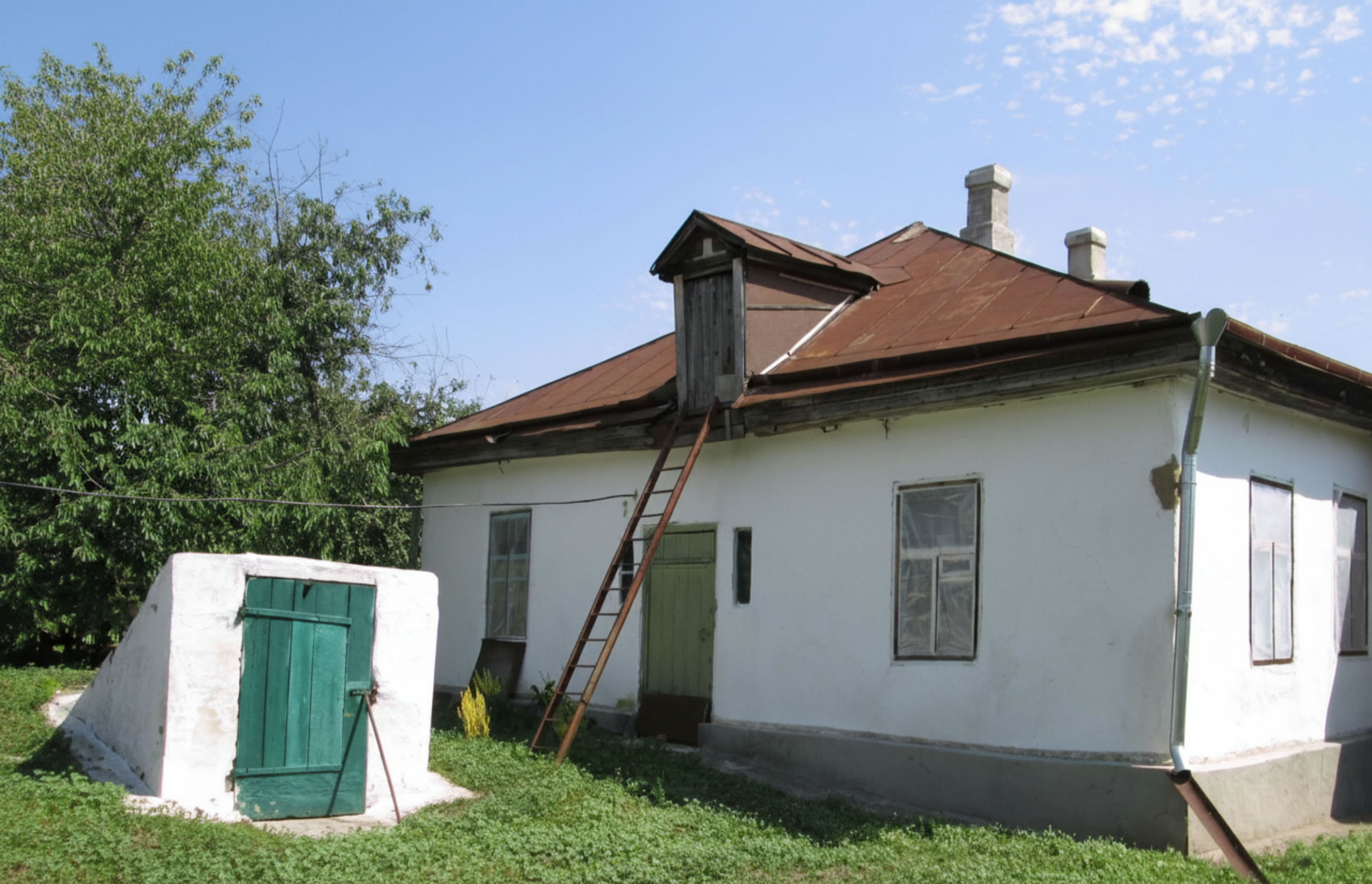
Будинок родини Поджіо з деталями інтер'єру (вул. Дудченка, 1)

8 вересня 1921 року президія Черкаської повітової наради ухвалила постанову про роззброєння Златопільської самоохорони, яка нелегально отримала 200 гвинтівок, кулемет та 800 патронів.
7 березня 1923 року Златопіль став районним центром пізніше розформованого Златопільського району у складі Корсунської округи, незабаром перейменованої в Шевченківську, а з 1925 року — Черкаської округи. На базі колишнього кінного заводу у приміщенні училища Нарвойша почав діяти зоотехнікум.
Наприкінці 1920-х років почалася боротьба з колишніми дворянами. Так у 1928 році зі Златополя примусово виселений дворянин Михайло Петрович Поджіо.
27 лютого 1932 року Златопільський район увійшов до складу Київської області.
Мешканців міста зачепив Голодомор 1932—1933 років. На єврейському кладовищі були вириті дві величезні траншеї, до яких звозилися не тільки трупи померлих, але й вкрай ослаблені від голоду. На східній околиці міста, де проживали переважно українці, були факти канібалізму батьків щодо власних дітей. Точне число померлих від голоду може дати лише ексгумація, оскільки за матеріалами відділів РАГС її встановити неможливо — загибель людей була такою масовою, що смерті не встигали реєструвати, та й іноді не було кому подавати документи для реєстрації трупів, що лежали на вулицях. Однак, порівнявши результати перепису населення 1926 та 1937 років за національним складом, стає зрозумілим, що за часів Голодомору майже все українське населення Златополя вимерло. Будинки померлих українців згодом зайняли переселенці з Росії.

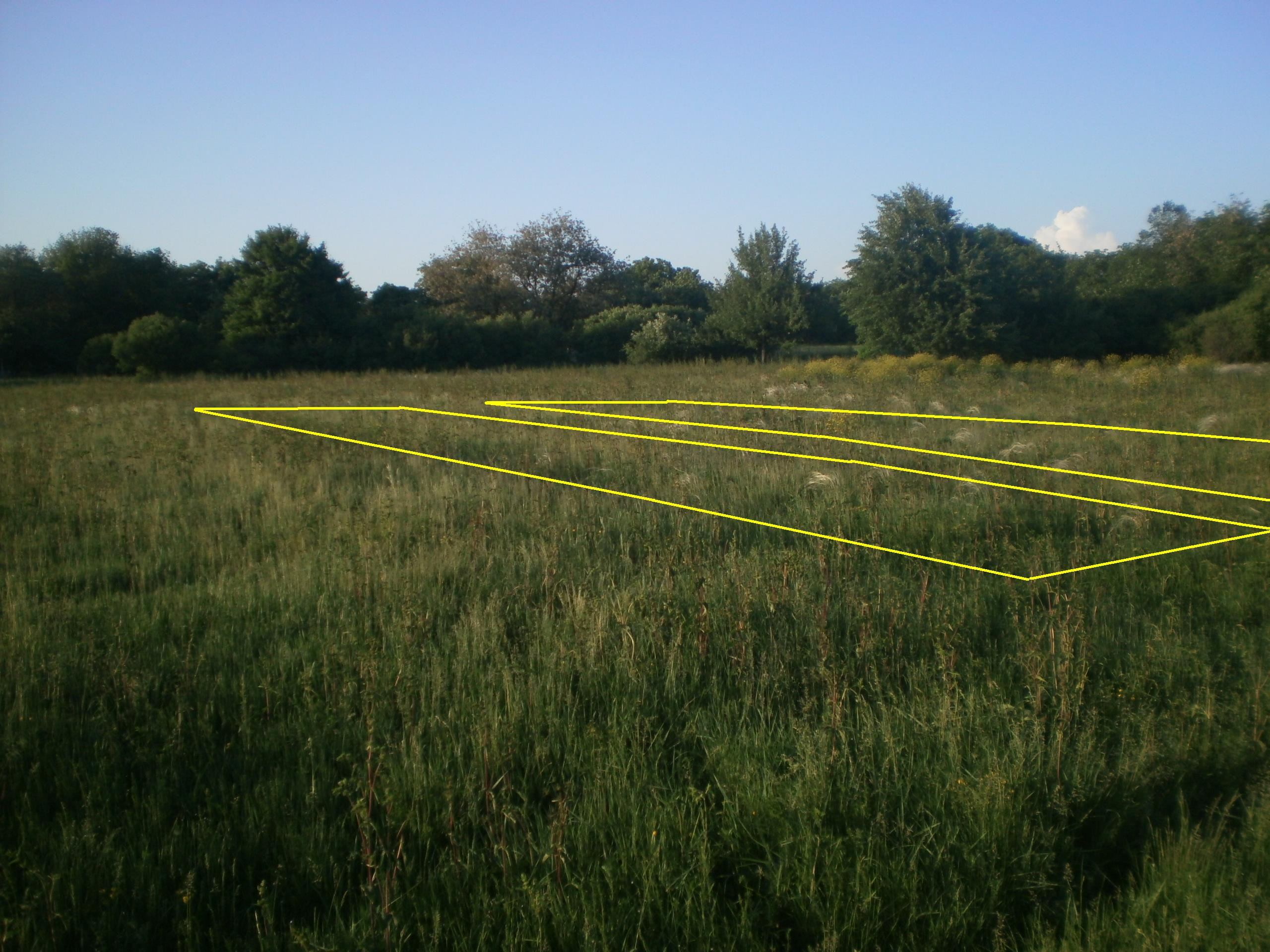
Траншеї, де поховані жертви Голодомору 1932–1933 років

Бланки державних документів для Златополя станом на 1936 рік були двомовними: російською та їдиш.
З 10 січня 1939 року Златопільський район перебував у складі Кіровоградської області.
1 серпня 1941 року почалась німецька окупація Златополя. Під час окупації у приміщенні гімназії було створено збірний табір молоді перед насильним вивезенням на працю до Німеччини. Всього на каторжні роботи було вивезено близько 1 тис. юнаків та дівчат. На території міста було розташоване гетто, де в 1942–1943 роках було розстріляно або отруєно газом 1200 євреїв. Близько 250 осіб з гетто було розстріляно в яру біля села Мартоноші. Майже все єврейське населення було знищене. Загальні втрати серед цивільного населення міста склали близько 5 тисяч осіб.
Златопіль було звільнено від німецької окупації в ході Умансько-Ботошанської операції близько 10-ї години ранку 11 березня 1944 року.
Під час війни на території найдавнішого гуляйпільського православного кладовища німці збудували шкірзавод. Одразу ж після звільнення від окупантів робота на ньому була відновлена, тому датою заснування заводу вважається березень 1944 року.
7 січня 1954 року Златопільський район перейшов до складу новоствореної Черкаської області.
У 1959 році Златопіль було об'єднано з сусіднім Новомиргородом.

## Населення
Релігійний склад населення Златополя станом на 1844 рік:
| Конфесія                | Кількість прихожан | Відсотки від загальної чисельності |
| Православні чоловіки    | 576                | 22,19 %                            |
| Православні жінки       | 476                | 18,66 %                            |
| Православні разом       | 1052               | 20,45 %                            |
| Інші християни чоловіки | 20                 | 0,77 %                             |
| Інші християни жінки    | 25                 | 0,98 %                             |
| Інші християни разом    | 45                 | 0,87 %                             |
| Юдеї чоловіки           | 2000               | 77,04 %                            |
| Юдеї жінки              | 2050               | 80,36 %                            |
| Юдеї разом              | 4050               | 78,68 %                            |

В 1848 році у містечку Златопіль проживало 5173 осіб, з яких 2475 чоловічої та 2698 жіночої статі.
У 1853 році у сповідальному розписі Церкви Святого Миколая зазначений такий розподіл за соціальним станом:
| Соціальний стан | Чоловічої статі | Жіночої статі | Малолітні хлопчики | Малолітні дівчатка |
| Дворяни         | 163             |               |                    |                    |
| Духовенство     | 5               | 6             | 1                  |                    |
| Військові       | 26              | 22            | 3                  | 3                  |
| Чиновники       | 39              | 25            | 4                  | 10                 |
| Різночинці      | 45              | 60            | 8                  | 11                 |
| Дворові         | 166             | 112           | 27                 | 7                  |
| Селяни          | 233             | 253           | 65                 | 88                 |
| Всього:         | 652             | 597           | Разом:             | 1249               |

За даними Лаврентія Похилевича, в 1863 році у Златополі мешкало 6680 осіб обох статей (796 православних, 124 розкольника, 280 католиків і 5480 євреїв), з них 34 купці 3-ї гільдії.
Релігійний склад населення Златополя станом на 1864 рік:
| Конфесія      | Кількість прихожан | Відсотки від загального населення |
| Юдеї          | 5480               | 82,03 %                           |
| Православні   | 796                | 11,92 %                           |
| Римо-католики | 280                | 4,19 %                            |
| Розкольники   | 124                | 1,86 %                            |

В 1881 році з 5576 осіб тут мешкало 5332 юдеїв та лише 244 християн.
За даними Списку населених місць Київської губернії, станом на 1889 рік у Златополі налічувалось 1015 дворів та проживало 8642 осіб.
Релігійний склад населення Златополя за переписом 1897 року:
| Конфесія    | Кількість прихожан | Відсотки від загального населення |
| Юдеї        | 6373               | 78,47 %                           |
| Православні | 1535               | 18,90 %                           |
| Інші        | 214                | 2,63 %                            |

У 1900 році населення Златополя становило 11 400 мешканців, 6373 з яких були євреями.[джерело?]
Станом на 27 квітня 1923 року чисельність населення складала 6000 осіб, з них 2800 чоловіків та 3200 жінок.
Національний склад населення Златополя за переписом 1926 року:
| Національність | Кількість | Відсотки від загального населення |
| Євреї          | 3863      | 61,75 %                           |
| Українці       | 2034      | 32,51 %                           |
| Росіяни        | 237       | 3,79 %                            |
| Поляки         | 75        | 1,20 %                            |

Станом на 1939 рік, у місті проживало 4027 осіб
На час об'єднання з Новомиргородом населення Златополя становило 4280 осіб, з яких 3382 були записані як українці. Згідно з офіційною статистикою, росіян у місті нараховувалось лише 228, євреїв — 230, поляків — 41 та представників інших національностей — 410.
| 1844  | 1848  | 1863  | 1881  | 1889  | 1897  | 1923  | 1926  | 1939  | 1959  |
| ----- | ----- | ----- | ----- | ----- | ----- | ----- | ----- | ----- | ----- |
| 5 147 | 5 173 | 6 680 | 5 576 | 8 642 | 8 122 | 6 000 | 6 256 | 4 027 | 4 280 |
|       | ▲     | ▲     | ▼     | ▲     | ▼     | ▼     | ▲     | ▼     | ▲     |

| 1765 | 1775 | 1778 | 1784 | 1787 | 1844  | 1863  | 1897  | 1926 |
| ---- | ---- | ---- | ---- | ---- | ----- | ----- | ----- | ---- |
| 0    | 0    | 0    | 22   | 176  | 4 050 | 5 480 | 6 373 | 3863 |
|      |      |      | ▲    | ▲    | ▲     | ▲     | ▲     | ▼    |

В розмовній мові місцевих мешканців дуже часто спостерігається протиставлення Златополя Новомиргороду. Типовою є фраза «поїхати з Новомиргорода до Златополя», або навпаки. У цьому сенсі під Новомиргородом здебільшого маються на увазі всі інші частини міста, за винятком Златополя; рідше — лише центральна його частина. В газетних публікаціях та оголошеннях переважно дається вказівка на приналежність певної події чи місця саме до Златополя, а не Новомиргорода. Все це пов'язане з подальшою ідентифікацією Златополя його мешканцями та жителями інших районів міста на підсвідомому рівні як окремого населеного пункту.

## Забудова і транспорт
Златопіль — досить густонаселений район Новомиргорода. Квартали тут переважно невеликі, з малими присадибними ділянками. Більшість забудови становить приватний сектор, за винятком кількох двоповерхових будинків. Тут розташовані 46 вулиць, провулків та глухих кутів. Основні вулиці Златополя:

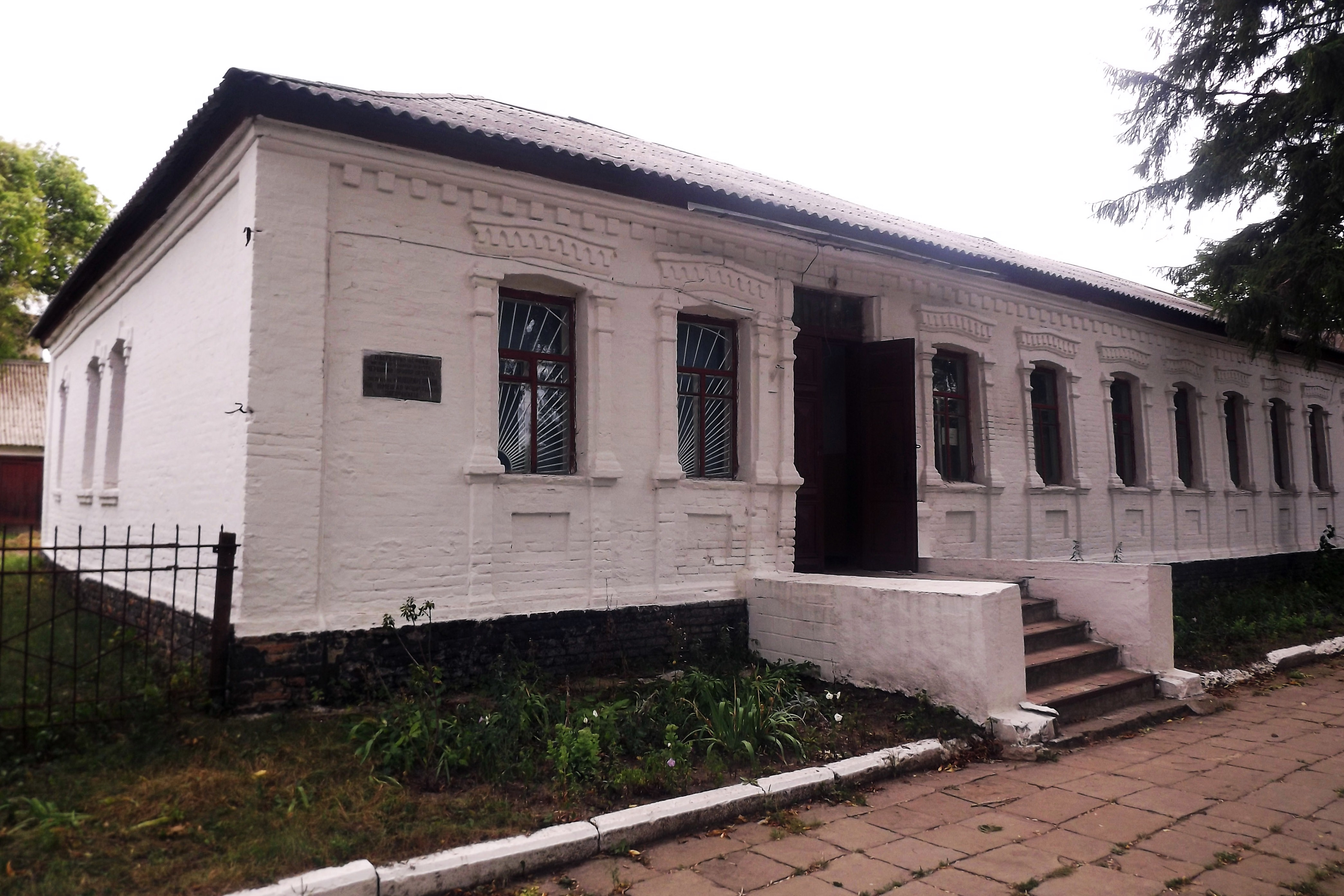
Районне управління статистики

- Вулиця Соборності (колишня Велика Єлисаветградська, Леніна)
- Вулиця Миколи Зерова (колишня Дворянська, Луначарського)
- Вулиця Горького
- Вулиця Шевченка
- Вулиця Бродських (колишня Телеграфна, Комсомольська)
- Вулиця Транспортна
- Вулиця Садова

Через Златопіль проходять автошляхи Т 2401 та Т 1209. Тут розміщені Новомиргородська автостанція та автопарк; курсують два маршрути місцевого маршрутного таксі.

## Інфраструктура

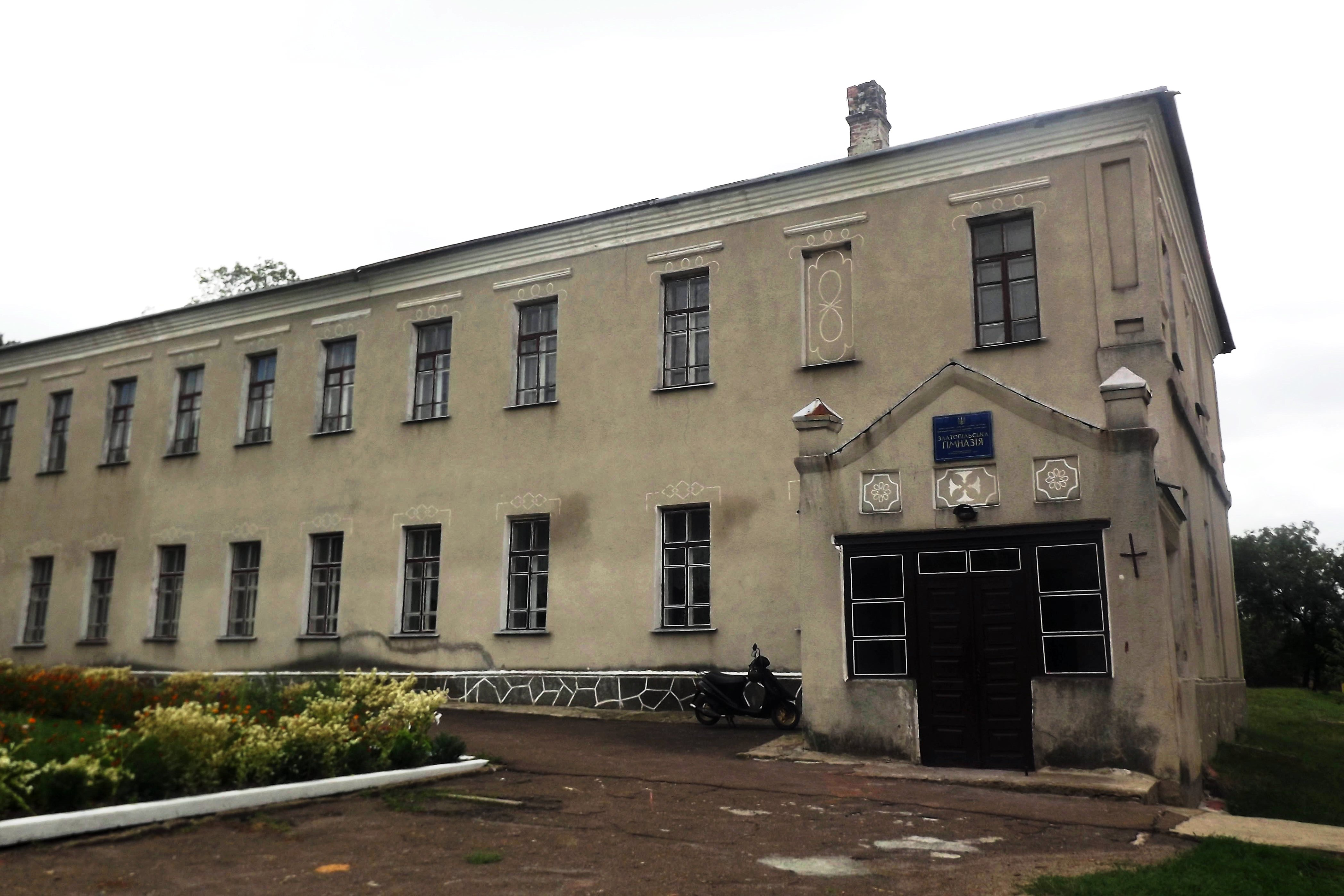
Вигляд пристосованого приміщення гімназії у будівлі колишнього пансіону. 2011 рік

### Освіта і медицина
У Златополі функціонують два загальноосвітні заклади — Новомиргородська ЗОШ № 1 та Златопільська гімназія. Діють також дитячий будинок-інтернат 2-го профілю, дошкільний навчальний заклад № 2 «Волошка» та обласний комунальний навчально-курсовий комбінат «Аграрник».
Функціонує протитуберкульозний диспансер та дві аптеки.

### Промисловість та установи
На території Златополя розміщений шкірзавод ТОВ «УкрПелл» (вул. Бродських, 105), колишній завод продовольчих товарів — ПП «Шаруня» (вул. Соборності, 293) та ВАТ «Новомиргородське АТП-13545» (вул. Шевченка, 1).
В Златополі розташована Новомиргородська міська рада, дві районні бібліотеки, Новомиргородський РЕМ, районне управління статистики, товариство мисливців та рибалок і метеостанція.

### Торгівля і сервіс
Серед торговельно-сервісних об'єктів району — ринок СТ «Златопільське», численні роздрібні магазини різного профілю, АЗС та кілька станцій технічного обслуговування.

## Пам'ятки та храми

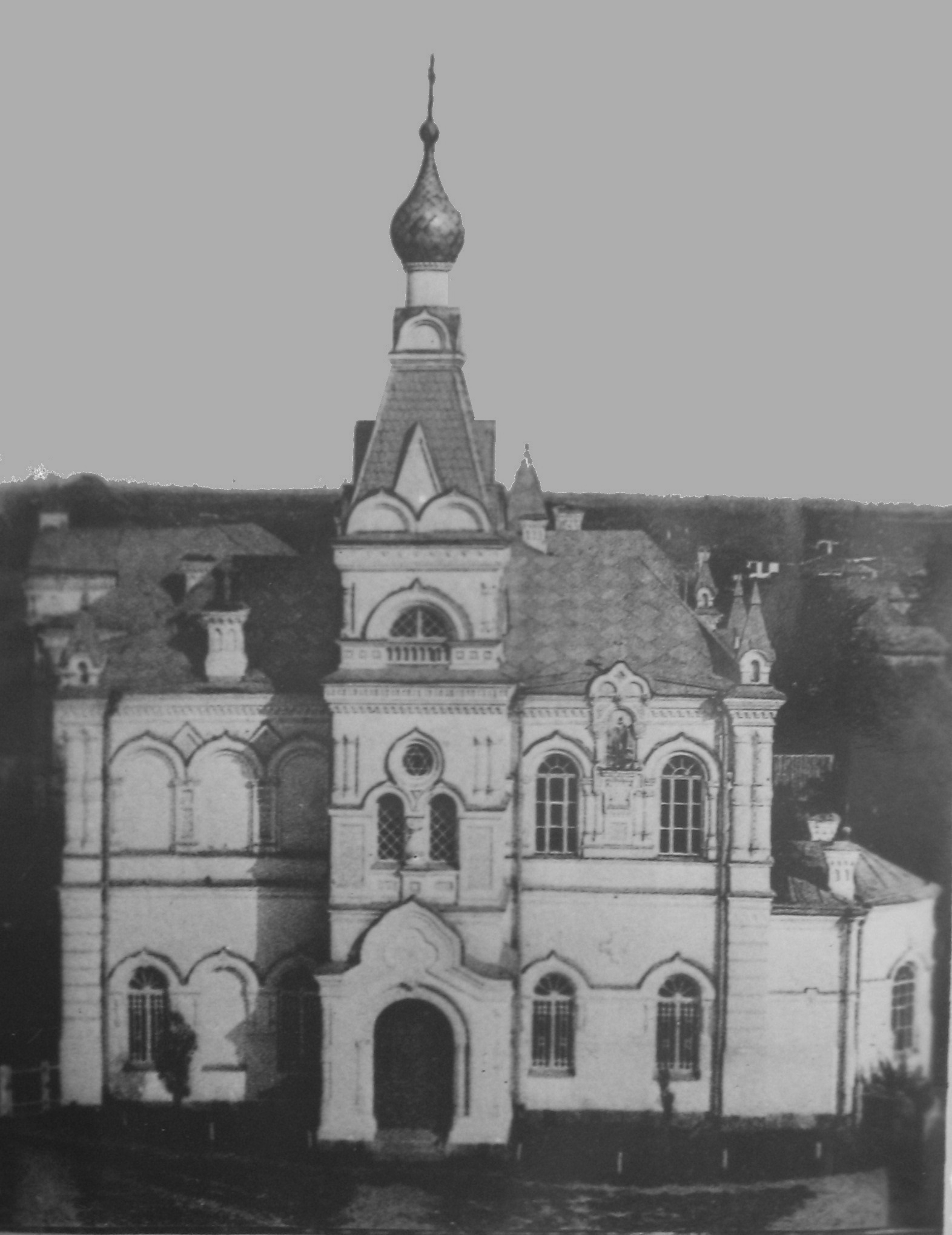
Церква Златопільської чоловічої гімназії (1891)

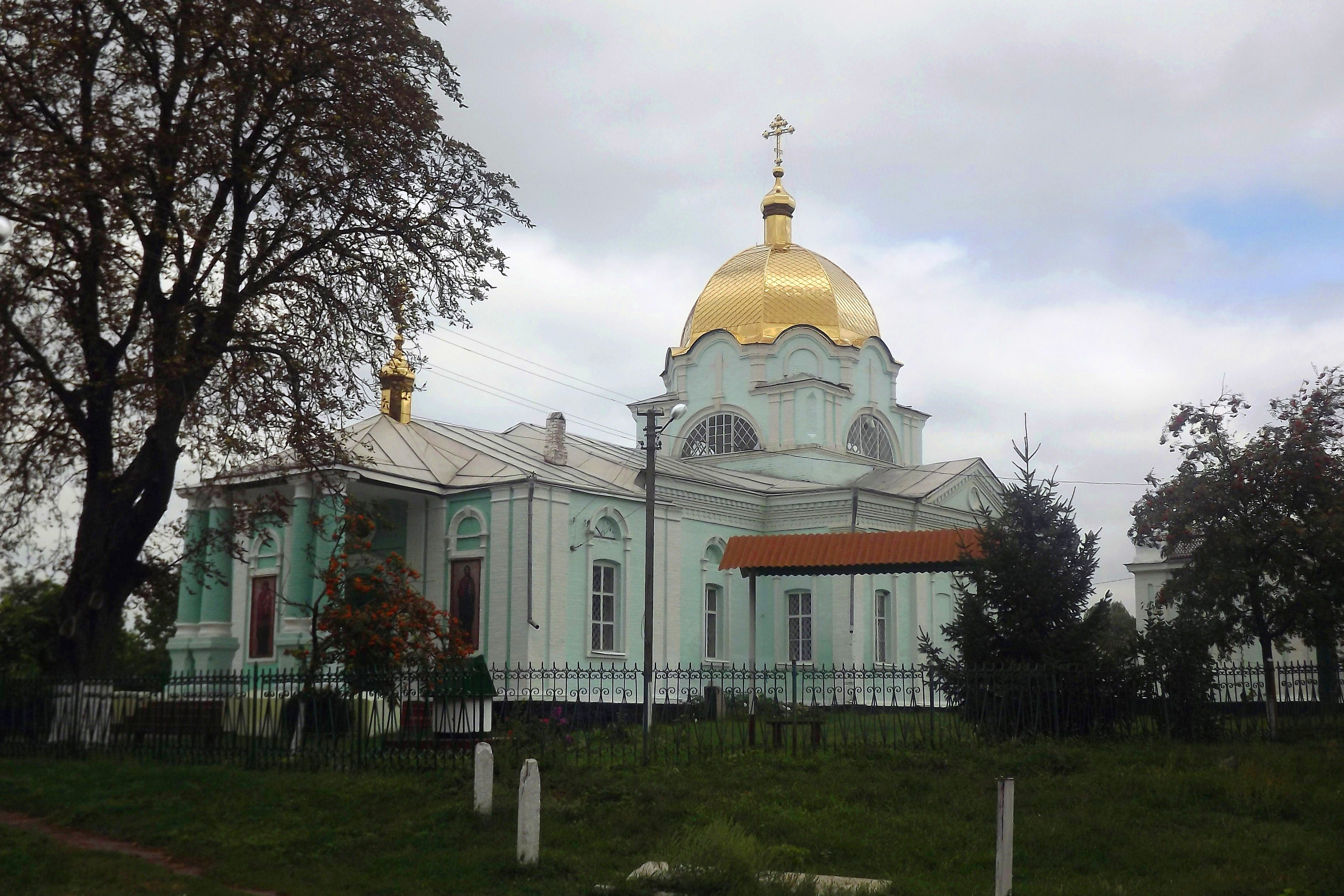
Миколаївська церква (1809)

### Культові споруди

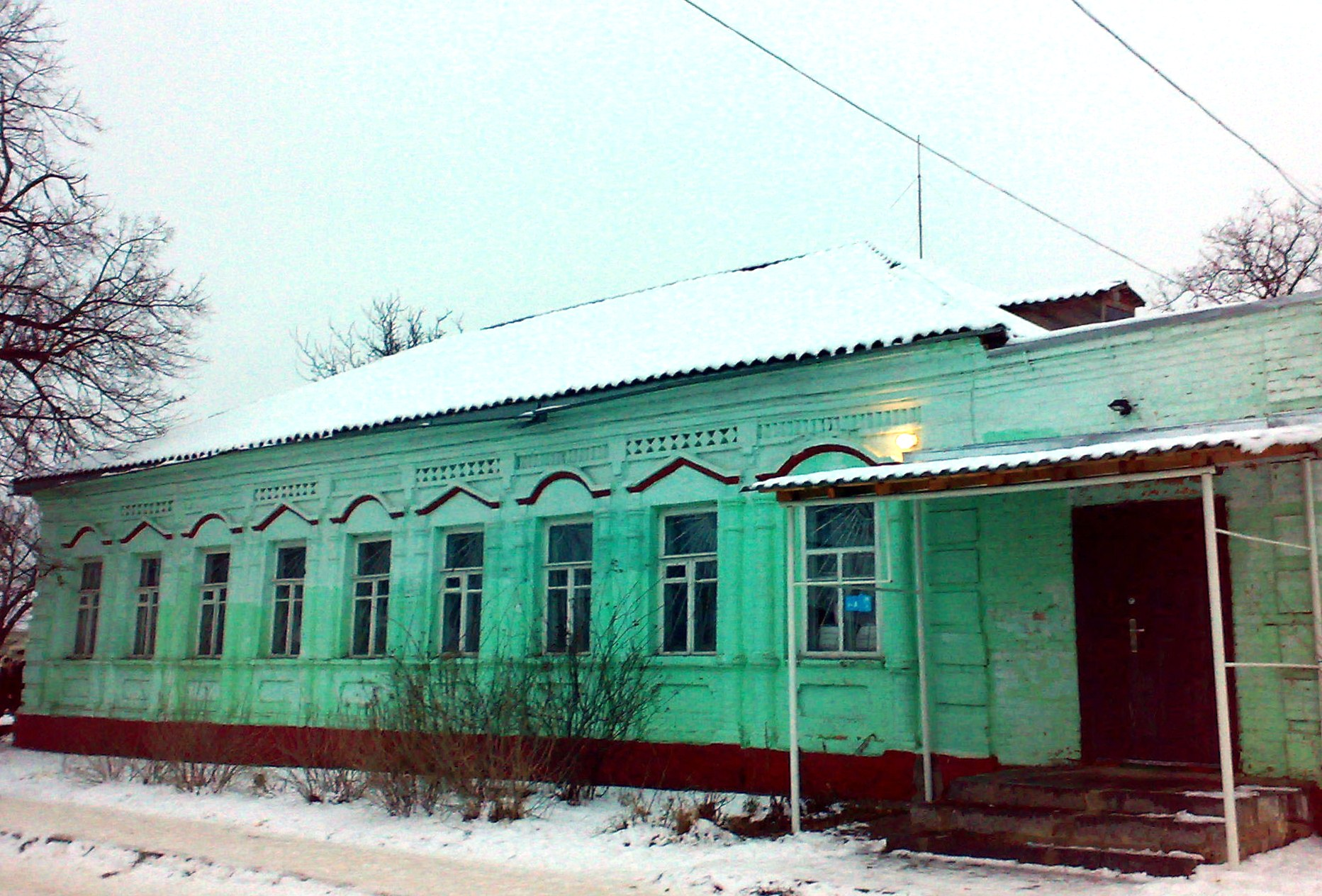
Земський банк

У Златополі розташована Миколаївська церква УПЦ МП — пам'ятка архітектури місцевого значення, збудована 1809 року.
Серед втрачених пам'яток Златополя — католицький костел непорочного зачаття Діви Марії, церква Златопільської чоловічої гімназії та будівлі синагог.

### Цивільні споруди
Інші об'єкти Златополя, що мають історико-архітектурну цінність:

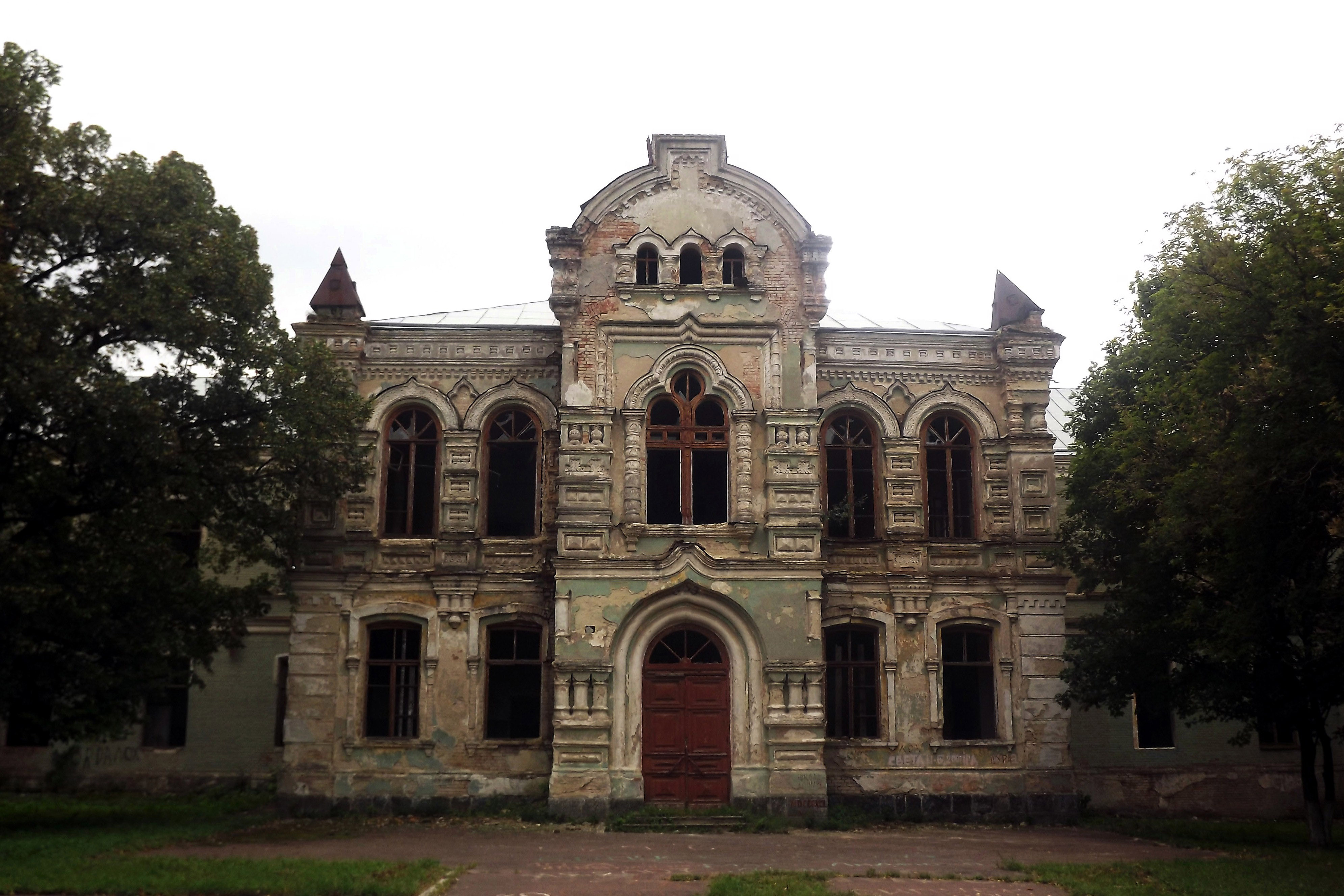
Златопільська чоловіча гімназія (1891). Північний фасад.

- Златопільська чоловіча гімназія (1891);
- Земський банк;
- Будинок єврейського магазину (друга половина XIX століття);
- Приміщення гуртожитку колишнього сільськогосподарського училища імені Нарвойша;
- Будівля єврейської лікарні.

Збереглось також кілька одноповерхових будинків часів Російської імперії.

### Пам'ятники
В Златополі у сквері біля Новомиргородської міської ради розташований пам'ятник Тарасові Шевченку, встановлений у червні 2010 року. В парку навпроти Миколаївської церкви існує братська могила солдат, загиблих в роки радянсько-німецької війни.
Братські могили є також на обох кладовищах Златополя — православному та єврейському. Окрім того, на обох цвинтарях збереглись могильні плити кінця XIX — початку XX століття.
На трьох будівлях Златополя розташовані меморіальні таблиці: на честь звільнення міста 11 березня 1944 року (на фасаді управління статистики), Герою Радянського Союзу Афанасію Шаповалову і загиблому учаснику російсько-української війни Євгенію Присяжному (на приміщенні ЗОШ № 1), а також загиблому учаснику російсько-української війни Андрію Гурічеву.
Пам'ятники та меморіальні таблиці Златополя:

## Персоналії

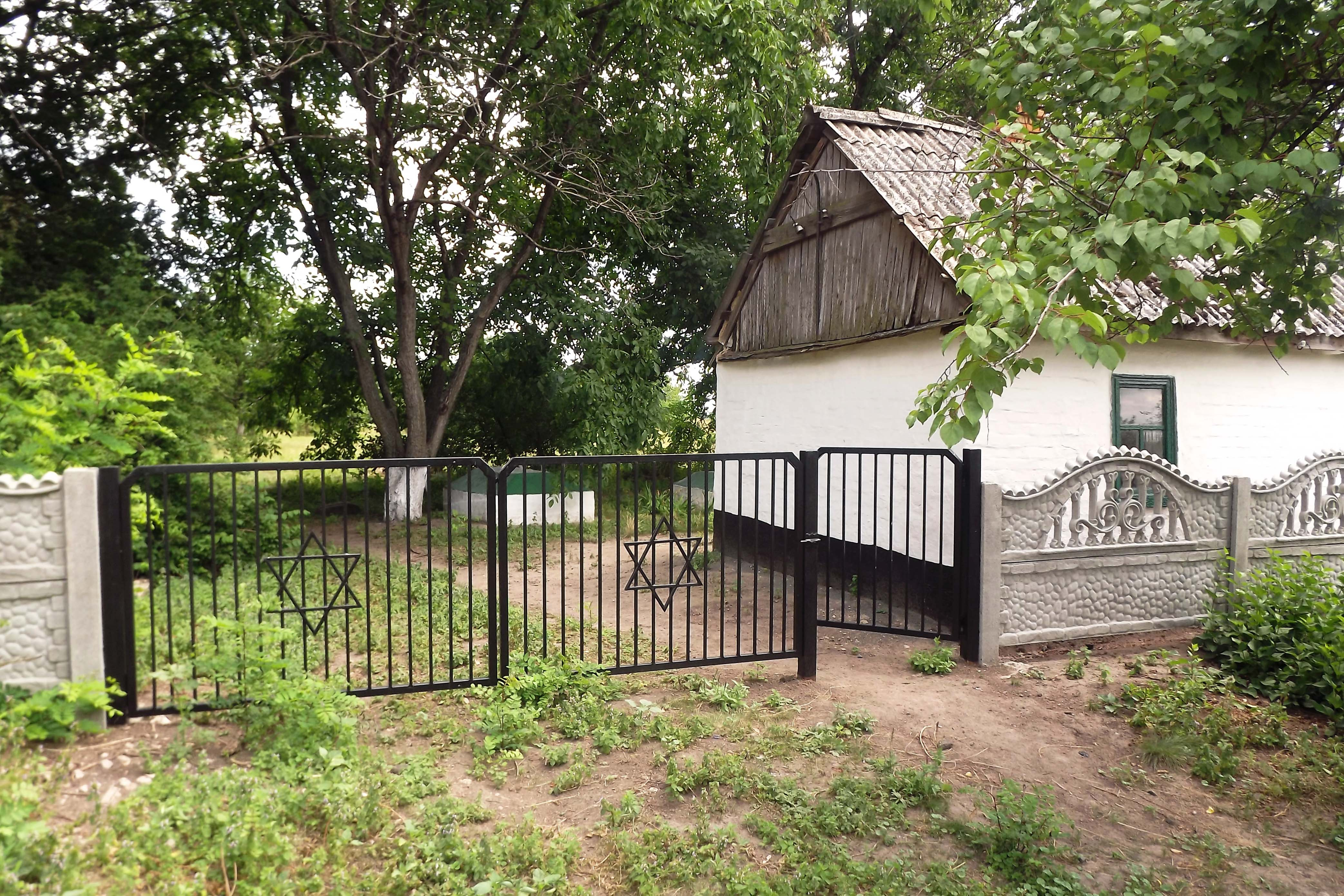
Єврейський цвинтар (Златопіль)

У Златополі народились філолог Арон Тростянецький, доктор економічних наук Гайстер Арон Ізраїльович та анархо-синдикалістка Емілія Вітковська (Міллі Віткоп).
В травні 1800 року в місті оселився цадик Нахман. Тут від туберкульозу померла його дружина й була похована на місцевому єврейському цвинтарі.
Серед уродженців міста — відомі цукрові промисловці та меценати Ізраїль, Лазар та Лев Бродські.
З 1833 року Златополем володів Герой Франко-російської війни 1812 року генерал-лейтенант Удом Євстафій Євстафійович, у 1836 році тут помер і був тут похований.
12 березня 1856 року тут у сім'ї колезького асесора, викладача місцевого повітового дворянського училища Захара Яковича Мишлаєвського народився відомий генерал від інфантерії, професор, історик Олександр Захарович Мишлаєвський.
1857 року тут у сім'ї місцевого лікаря народилася і провела своє дитинство художниця Анна Білінська-Богданович.
У місті відправляв службу Елія Пойсик (1859–1932) — один з найважливіших цадиків України. Тут же 15 січня 1881 року народився його син Гілель, який згодом теж став цадиком, вчителем Тори та експертом з сімейного права (помер 1953 року в Тель-Авіві).
12 грудня 1887 року тут народився Назаревський Олександр Адріанович, український літературознавець, бібліограф.
19 грудня 1902 року тут народився Аарон Гольштейн — ізраїльський політик, діяч сіоністського руху, член кнесету від Ліберальної партії
Гончаренко Владлен Гнатович (1931, м. Златопіль — 2018) — український юрист, педагог, професор, академік Національної академії правових наук України
В 1917 році в Златополі за власними п'єсами у театрі Дінерштейна ставив театральні постановки драматург Сергій Білобабченко.
У Златопільській гімназії навчались:
- Людвік Карлович Ясенецький (випуск 1851 року[78]) — з 1858 року дідич частини Лип'янки[79]. Співвласник Краснопілки[80]. Учасник антиросійського польсько-литовсько-українського повстання 1863 року. Звільнений у 1871 році[81].
- Проспер Карлович Ясенецький (випуск 1851 року[78]) — з 1858 року дідич частини Лип'янки[79]. Співвласник Краснопілки[80]. Разом з братом Владиславом Карловичем Ясенецьким у 1894 році володіли 1000 десятинами землі[82].
- Михайло Захарович Зіоров (у постригу: Микола, нар. 21 травня 1851, Новомиргород, Херсонська губернія — пом.20 грудня 1915, Петроград) (випуск 1865 року[78]) — ієрарх Російської православної церкви, єпископ Алеутський та Аляскинський (1891–1898), архієпископ Варшавський та Привісленський (1908–1915). Член Державної Ради Російської імперії.
- Іван Дудченко (Ковбасенко) (нар.19 вересня 1857, Новомиргород — пом.5 червня 1917, Чита) (випуск 1873 та 1874 року[78]) — український та російський лікар-епідеміолог, мікробіолог, відомий дослідник чуми в Забайкаллі.
- Бурдзинський Тадеуш Андрійович (нар.22 жовтня 1868, Макарівка — пом.15 лютого 1925, Вільнюс) (випуск 1889 року)[83], лікар гінеколог, доктор медичних наук, професор Вільнюського університету.
- Ярмохович Валентин Іванович (випуск 1898 року[84]) — військовик, ротмістр, кавалер Ордена Святого Станіслава 3 ступеня, загинув на фронті Першої світової війни. Син вчителя гімназії Івана Ярмоховича.
- Андрієвський Костянтин Прохорович (нар. 5 червня 1879, Гейсиха — ?) (випуск 1899 року)[85], юрист, педагог, надвірний радник, засуджений за пред'явленим звинуваченням в наклепі на радянську владу і контрреволюційну агітацію.
- Винниченко Володимир Кирилович (нар. 16 липня 1880, Єлисаветград — пом.6 березня 1951, Мужен, Франція) (випуск 1900 року)[86], український політичний та державний діяч, прозаїк, драматург та художник.
- Поджіо Олександр Михайлович — генерал-майор, нащадок Йосипа Поджіо[87], начальник 5-ї Української дивізії 2-го Січового Запорізького корпусу військ Центральної Ради
- Доґа Василь Михайлович (нар. 1886, Златопіль — ?) (випуск 1903 року, атестат № 808)[88], педагог, професор ВУАН, засуджений за приналежність до СВУ.
- Крашановський Іван Миколайович (нар. 13 грудня 1884, Ковно — пом.1939, Карелія) (випуск 1904 року, атестат № 719)[89], український репресований художник.
- Пеньковський Стефан-Казимир Валентинович (нар. 27 серпня 1885, Варшава — пом.1940, Катинь) (випуск 1904 року, атестат № 752)[90], лікар невролог і психіатр, професор неврології та психіатрії Ягеллонського університету, майор, жертва Катинського розстрілу.
- Зіхман Оскар Карлович (нар. 31 грудня 1885, Рига — пом.12 лютого 1964, Москва) (випуск 1905 року, атестат № 832)[91], радянський вчений, агрохімік. Академік ВАСГНІЛ (з 1935).
- Скиба Олександр Петрович (10 вересня 1886, Потоки — 25 квітня 1938, «Комунарка») (випуск 1905 року, атестат № 845)[91], репресований помічник відділу експлуатації Омської залізниці.
- Грушевський Сергій Григорович (випуск 1909 року, атестат № 1137)[92] закінчив із Золотою медаллю[93], в майбутньому історик, громадський діяч. Син Григорія Грушевського.
- Грушевський Лев Григорович (випуск 1913 року, атестат № 608[94]), потім юридичний факультет Університету Святого Володимира з дипломом I ступеня. Син Григорія Грушевського. Одружений з Лідією Вікторівною Радзімовською — донькою священика.
- Грушевський Василь Григорович (випуск 1914 року, атестат № 603[95]) — військовик, прапорщик, загинув на фронті Першої світової війни. Син Григорія Грушевського.

З 1908 року директором гімназії був Микола Леонтійович Лятошинський — батько Бориса Лятошинського, який навчався у ній з 1 вересня 1908 року по 15 лютого 1911 року. В різні роки викладачами гімназії були Микола Зеров, Сергій Алексєєв, Митрофан Зінов'єв, Іван Ярмохович та Григорій Грушевський — двоюрідний брат Михайла Сергійовича Грушевського. Його далекий небіж Сергій у 1921 році став директором Інституту народної освіти, на який було реорганізовано гімназію.
У 1920-х роках тут переховувався отаман Кваша.
У 1926 році в місті народився Базелян Лазар Львович — геліофізик та астроном, доктор фізико-математичних наук.
У 1931 році в Златополі народився Гончаренко Владлен Гнатович — дійсний член Академії правових наук, заслужений діяч науки і техніки України (1991).
1932 року в місті народився скульптор Нечуйвітер Володимир Іванович — заслужений художник України (1997), член Національної спілки художників України.
Зі Златополем пов'язали свої долі декабрист Йосип Поджіо та його нащадки, письменник і поет Юрій Мокрієв, народний артист Володимир Давидов, мікробіолог Іван Дудченко.

## Символіка

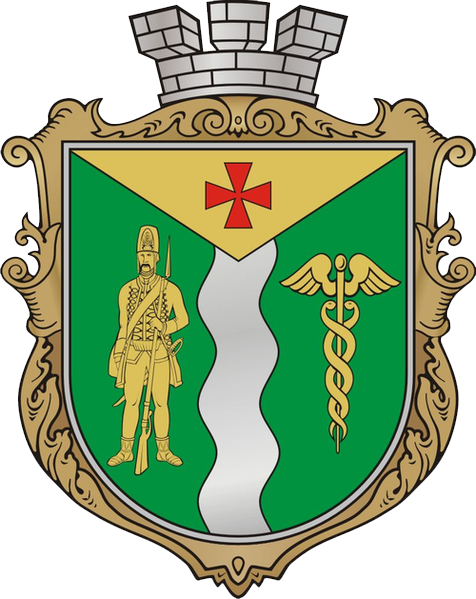
Герб Новомиргорода

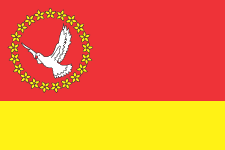
Прапор Новомиргородського району

Хоч окремого герба та прапора Златопіль ніколи не мав, колишнє місто відображене у символіці Новомиргорода, прийнятій 5 вересня 2012 року. На відміну від радянської емблеми міста, під час розробки сучасної символіки було враховане вагоме значення Златополя для історії Новомиргорода. Так, у гербі міста Златопіль символізує золота трикутна глава («золоте поле») та ліва частина щита, в якій розміщений кадуцей — символ торгівлі, якою здавна славився Златопіль. Те ж саме стосується і жовтого трикутника на прапорі Новомиргорода. Поділ гербового щита та прапора на дві частини срібною хвилястою балкою, що уособлює річку Велика Вись, враховує географічні особливості міста — Златопіль розташований від центру Новомиргорода по інший берег річки.
До Златополя також звертається символіка Новомиргородського району. Зокрема, на гербі та прапорі золота глава і жовта горизонтальна смуга відповідно символізують територію Златопільського району, приєднаного в 1959 році до Новомиргородського.
Існують також аматорські версії герба Златополя, виконані місцевими ентузіастами.